# Synundersökning

Vanlig Snellen-tavla som kan användas vid test av synskärpan.

Synundersökning innebär undersökning av synen och "ögonhälsan" för att kunna fastställa eventuella synfel. Den kan  göras av olika professioner, såsom läkare (i första hand ögonläkare), optiker och ortoptister.

Olika andra ögon- och synrelaterade undersökningar kan också göras. Exempelvis så kallad synanalys som görs av optiker.
Dock är ögonundersökning inte samma sak som synundersökning (se exempelvis Akromegali, diagnos). Den vanligen mer omfattande medicinska undersökning på en ögonläkarmottagning omfattar i grunden undersökning av synskärpa och brytningsfel, undersökning med ögonmikroskop, samt tryckmätning av ögonen. Därtill finns också en lång rad specialundersökningar.

### Notförteckning
1. ↑  ”Synundersökning”. Apoteket. Arkiverad från originalet den 23 mars 2019. https://web.archive.org/web/20190323124835/https://www.apoteket.se/halsotjanster/optik-ogonhalsa/synundersokning/. Läst 23 mars 2019.
2. ↑  ”Synundersökning eller ögonundersökning?”. Medicinsk optik. 29 nov 2017. Arkiverad från originalet den 23 mars 2019. https://web.archive.org/web/20190323201325/https://medicinskoptik.se/om-medicinsk-optik/synundersokning-eller-ogonundersokning/. Läst 23 mars 2019.
3. ↑  ”Ögonundersökning”. 1177. 24 mars 2019. https://www.1177.se/Halland/Fakta-och-rad/Undersokningar/Ogonundersokning/?ar=True.